# Estación La Playosa
La Playosa era una estación de ferrocarril de la localidad del mismo nombre, departamento General San Martín, Provincia de Córdoba, Argentina.

## Historia
La estación fue habilitada en 1904 por el Ferrocarril Provincial de Santa Fe cuando se habilitó el tramo entre San Francisco y Villa María.
En su edificio funciona un museo municipal.
La estación y sus vías fueron clausuradas y levantadas mediante Decreto Nacional 547/77 el 2 de marzo de 1977.